# Kasai (prowincja)
Kasai (fr. Kasaï) – prowincja w Demokratycznej Republice Konga, która ma powstać na mocy konstytucji przyjętej w 2006 roku, obecnie w granicach prowincji Kasai Zachodnie. Stolicą prowincji ma być Luebo.